# Latrodectus rhodesiensis
Espèce
Latrodectus rhodesiensis est une espèce d'araignées aranéomorphes de la famille des Theridiidae.

## Distribution
Cette espèce se rencontre en Afrique australe. Elle a été observée au Zimbabwe, en Namibie et en Afrique du Sud.

## Description
Le mâle holotype mesure 2,5 mm.
Les mâles mesurent de 2,60 à 3,75 mm et les femelles de 8,85 à 12,85 mm,.

## Étymologie
Son nom d'espèce, composé de rhodesi[a] et du suffixe latin -ensis, « qui vit dans, qui habite », lui a été donné en référence au lieu de sa découverte, la Rhodésie.

## Publication originale
- Mackay, 1973 : « A new species of widow spider (genus Latrodectus) from southern Africa (Araneae: Theridiidae). » Psyche, vol. 79, no 3, p. 236-242 (texte intégral).